# Melanophila atropurpurea
Melanophila atropurpurea är en skalbaggsart som först beskrevs av Thomas Say 1823.  Melanophila atropurpurea ingår i släktet Melanophila och familjen praktbaggar. Inga underarter finns listade i Catalogue of Life.